# NUTS:EE
Az észtországi Nomenclature of Territorial Units for Statistics (NUTS, Statisztikai Célú Területi Egységek Nómenklatúrája) az egész Európai Uniót lefedő rendszer része, amelyet az Eurostat fejlesztett ki.
Az észt NUTS beosztás a következő:
| NUTS 1     | NUTS 1 | NUTS 2     | NUTS 2 | NUTS 3          | NUTS 3 |
| ország     | Kód    | ország     | Kód    | (NUTS 3 egység) | Kód    |
| ---------- | ------ | ---------- | ------ | --------------- | ------ |
| Észtország | EE0    | Észtország | EE00   | Põhja-Eesti     | EE001  |
| Észtország | EE0    | Észtország | EE00   | Lääne-Eesti     | EE004  |
| Észtország | EE0    | Észtország | EE00   | Kesk-Eesti      | EE006  |
| Észtország | EE0    | Észtország | EE00   | Kirde-Eesti     | EE007  |
| Észtország | EE0    | Észtország | EE00   | Lõuna-Eesti     | EE008  |